# آلرهایم
الرهیم (به آلمانی: Alerheim) یک شهر در آلمان است که در بایرن واقع شده‌است.

## خصوصیات
الرهیم ۲۳٫۳۷ کیلومترمربع مساحت دارد ۴۲۵ متر بالاتر از سطح دریا واقع شده‌است.